# 李玞
李玞（15世紀—16世紀），字叔玉，河南彰德府安陽縣人，明朝政治人物。

## 生平
李玞為諸生時以友愛兄弟聞名，是正德十一年（1516年）丙子科河南鄉試舉人，嘉靖六年（1527年）授固安知縣，境內空曠多盜賊而難治理，他重申禁令，設立賞罰，人民得以安寧，張寅等人率眾作亂，他獨自前往勸諭，眾人順從解散，陞西安通判，當地土地貧瘠多欠稅賦，他到任後疏通水利，適時徵稅，不事鞭撻笞，三年內不再拖欠而租賦，再陞漢中同知，該處幅員廣大，豪強招徠流亡，勾結外族使治安不靖，他厲行訓練鄉勇，設法防禦，宣布朝廷威信，風行緝捕，境內無虞，當時外族騎兵入寇，眾官推薦他前往防禦，上級因此授兵千餘人讓其禦敵，不久他因病辭官回鄉，數年後去世。

## 引用
1. 1 2  嘉慶《安陽縣志·卷十九·人物志》：李玞，字叔玉，長史顯之子，少為諸生以孝聞，兄弟友愛怡怡如也，正德丙子舉鄉試，授固安知縣，邑境曠衍盜易出沒，素稱難治，玞嚴禁令，明賞罰，民恃以安，張寅輩擁眾為亂，玞單騎往諭之，眾感服解散。陞西安通判，西安地瘠民悍，租賦多逋，玞至通濬水利，徵斂以時，不事鞭笞，而租賦無後期者三年。陞漢中同知，漢中南鄰蜀境，西連邊郡，幅員數千里內饒山澤之利，豪強擅之招逋亡，結回夷歲多不靖，玞厲兵練勇，豫飭禦防，布威信，嚴緝捕，境遂無虞，時敵騎寇邊，守臣選庶官有將略者，眾以玞應，遂授兵千餘往禦敵旋引去，未幾以疾休致歸，數年卒。